# Гремучее (Криничанский район)
Гремучее (укр. Гримуче) — село,
Криничанский поселковый совет,
Криничанский район,
Днепропетровская область,
Украина.
Код КОАТУУ — 1222055101. Население по переписи 2001 года составляло 395 человек.

## Географическое положение
Село Гремучее примыкает к пгт Кринички.
По селу протекает пересыхающий ручей с запрудой.